# Municipio de Pitcher
El municipio de Pitcher (en inglés: Pitcher Township) es un municipio ubicado en el condado de Cherokee en el estado estadounidense de Iowa. En el año 2010 tenía una población de 1212 habitantes y una densidad poblacional de 13,08 personas por km².

## Geografía
El municipio de Pitcher se encuentra ubicado en las coordenadas 42°41′29″N 95°26′48″O / 42.69139, -95.44667. Según la Oficina del Censo de los Estados Unidos, el municipio tiene una superficie total de 92.64 km², de la cual 92,63 km² corresponden a tierra firme y (0,01 %) 0,01 km² es agua.

## Demografía
Según el censo de 2010, había 1212 personas residiendo en el municipio de Pitcher. La densidad de población era de 13,08 hab./km². De los 1212 habitantes, el municipio de Pitcher estaba compuesto por el 96,45 % blancos, el 0,25 % eran afroamericanos, el 0,17 % eran amerindios, el 0,5 % eran asiáticos, el 1,82 % eran de otras razas y el 0,83 % eran de una mezcla de razas. Del total de la población el 2,72 % eran hispanos o latinos de cualquier raza.